# Kanton Saint-Pardoux-la-Rivière
Kanton Saint-Pardoux-la-Rivière (francouzsky Canton de Saint-Pardoux-la-Rivière) je francouzský kanton v departementu Dordogne v regionu Akvitánie. Tvoří ho sedm obcí.

## Obce kantonu
- Champs-Romain
- Firbeix
- Mialet
- Milhac-de-Nontron
- Saint-Front-la-Rivière
- Saint-Pardoux-la-Rivière
- Saint-Saud-Lacoussière